# 哥特汉体
哥特汉体是一款汉字美术字体，由复旦大学视觉学院客座副教授、北京师范大学珠海分校设计学院讲师陈焘设计，汉仪字库开发。该字体的特色在于将西欧著名的古典书法艺术哥特体的造型特征融入到汉字书写中来，在撇、捺、点、钩等笔画的设计上都做了变形处理，以模仿拉丁字母的笔法。
哥特汉体曾获嗨！品牌首届中英文字体设计大赛（Hiii Typography 2013）中文组铜奖。